# 1169 Alwine
1169 Alwine eller 1930 QH är en asteroid i huvudbältet, som upptäcktes 30 augusti 1930 av den tyske astronomen Max Wolf och den italienska astronomen Mario A. Ferrero.
Asteroiden har en diameter på ungefär 7 kilometer och har sin omloppsbana i de inre delarna av asteroidbältet. Den tillhör asteroidgruppen Flora.